# Равісканіна
Равісканіна (італ. Raviscanina) — муніципалітет в Італії, у регіоні Кампанія,  провінція Казерта.
Равісканіна розташована на відстані близько 160 км на схід від Рима, 60 км на північ від Неаполя, 35 км на північ від Казерти.
Населення — 1335 осіб (2014).
Щорічний фестиваль відбувається 29 вересня. Покровитель — святий Архангел Михаїл.

## Демографія
Населення за роками:

Станом на 1 січня 2023 року в муніципалітеті офіційно проживало 38 іноземців з 5 країн, серед них 23 громадяни країн Євросоюзу та 3 громадяни України.

## Сусідні муніципалітети
- Айлано
- П'єтравайрано
- Прата-Санніта
- Сант'Анджело-д'Аліфе
- Вайрано-Патенора
- Валле-Агрикола